# Словене

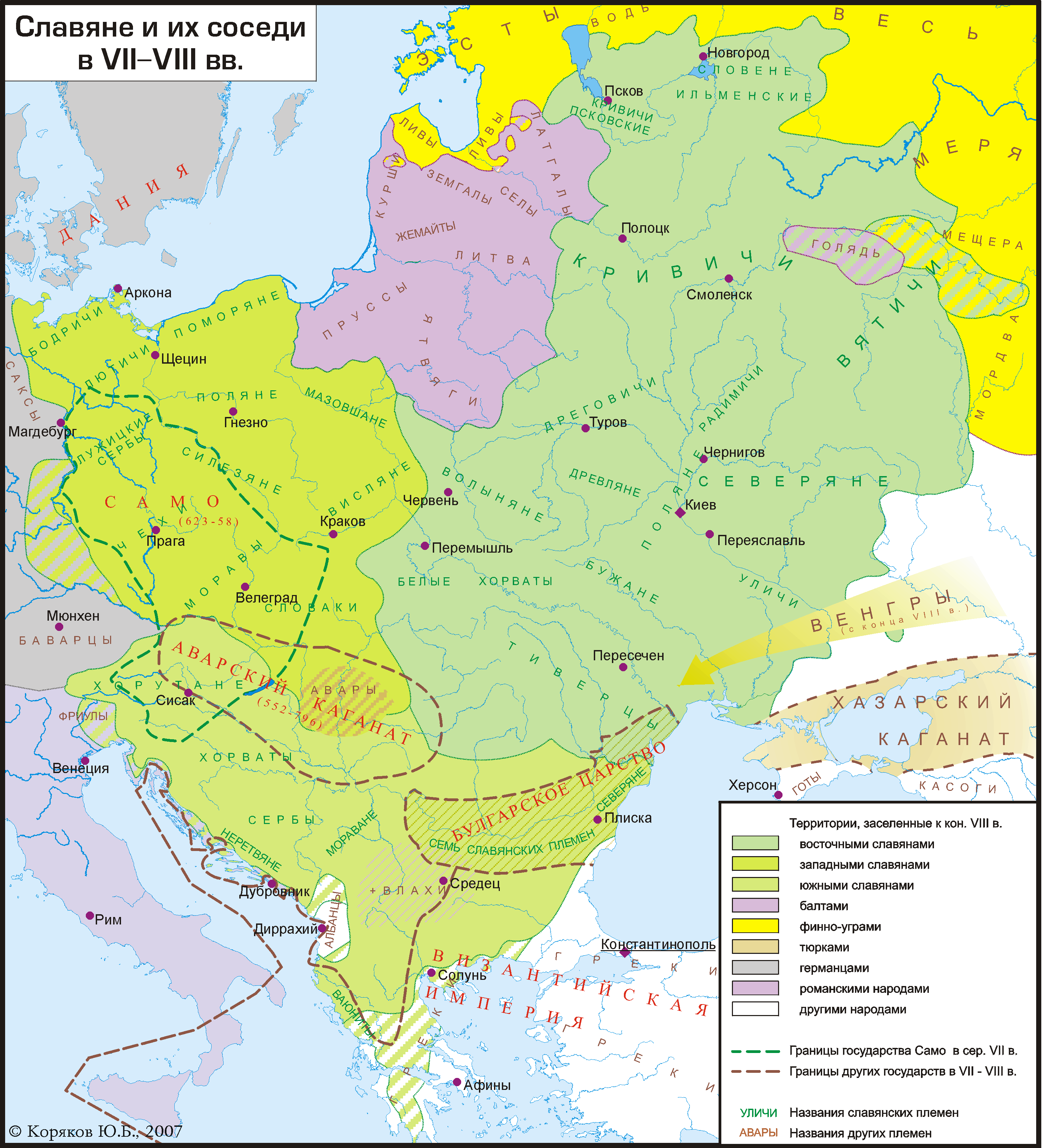
Расселение славян и их соседей на конец VIII века

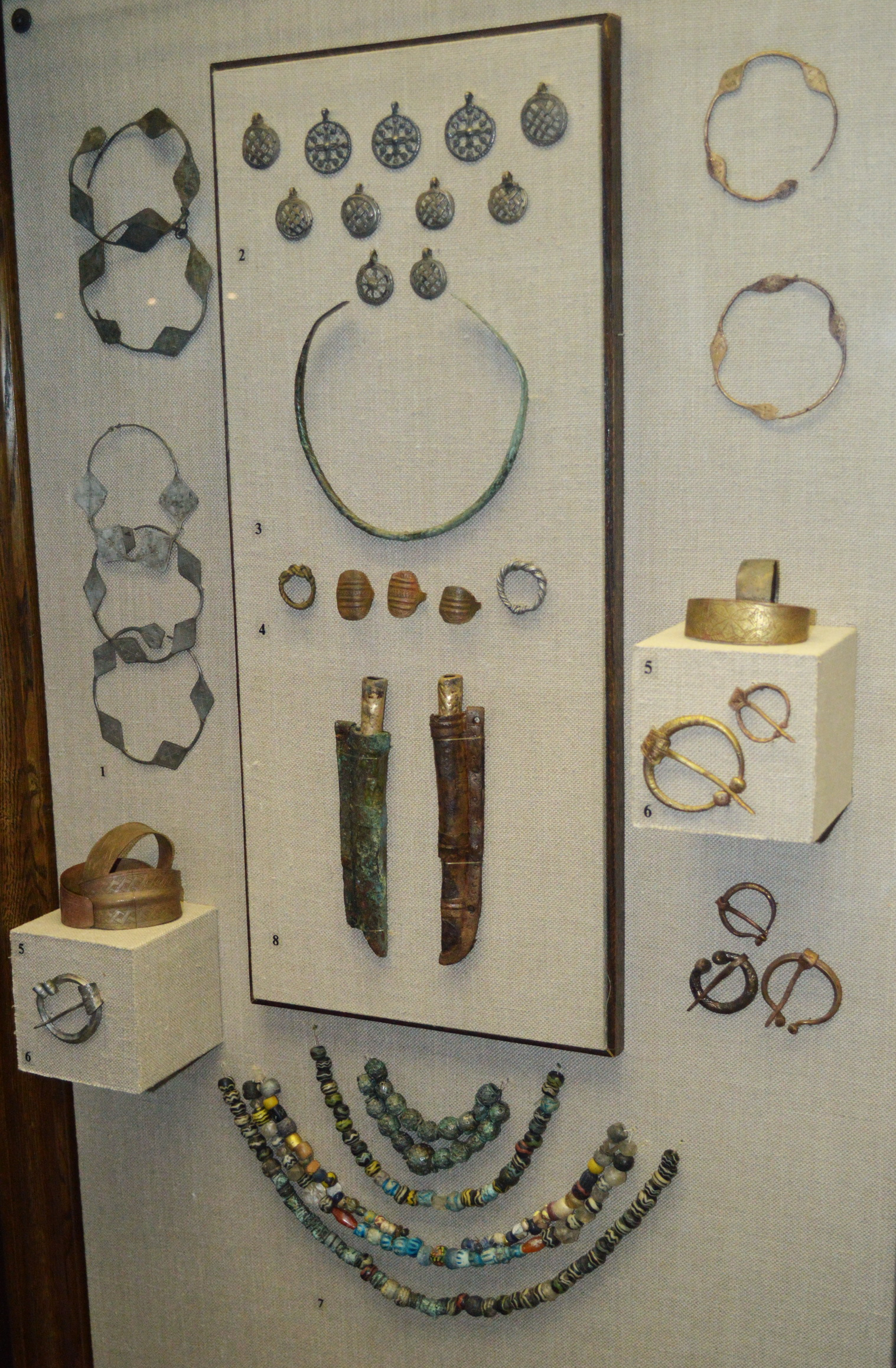
Украшения новгородских словен

Слове́не (и́льменские словене, др.-рус. и церк.-слав. сло́вѣне) — восточнославянское племя, проживавшее во второй половине 1-го тысячелетия н. э. в бассейне озера Ильмень и в верхнем течении реки Мологи.

## Происхождение
В результате проведения краниологической характеристики черепов новгородских словен, извлечённых из погребальных памятников, расположенных на территории проживания словен и относящихся к VIII—X векам, было установлено наличие между ними и балтийскими славянами генетических связей и относительной обособленности от иных восточнославянских племён. К тому же, по мнению антрополога Т. И. Алексеевой, «типы населения… словен новгородских не дают основания говорить о наличии в них скандинавского компонента, что свидетельствует в пользу отсутствия смешения варягов со славянами Северо-Запада».
Религиозные верования, легенды, ряд обычаев и географическая номенклатура словен были довольно близки славянским племенам, проживавшим в Померании. Впоследствии эти данные легли в основу предположения миграции словен из региона нижней Вислы и Одры в Приильменскую низменность в первом тысячелетии нашей эры. Также наблюдается сходство в плане возведения жилищ и строительстве оборонительных сооружений. В том числе схожи конфигурации черепов.
Большое число учёных разделяло точку зрения миграции словен в Приильменье с территории Поднепровья. Так, П. Н. Третьяков указывал на наличие сходства в сооружении курганов, однако не отрицал возможность контакта словен с балтийскими славянами.

## Антропология
Известный антрополог В. В. Бунак писал:

В ильменской зоне балтийский антропологический комплекс выражен не более определённо, чем у латышей и у смежных финнов, хотя древнее население всей северо-западной территории было в основном однотипным. Различие между русскими и латышами по окраске радужины и волос и другим признакам становится понятным, если признать, что словене не принадлежали к балтийской антропологической группе. Уместно вспомнить также, что новгородцы называли смежных финнов «чудью белоглазой». Ясно, что новгородцы не имели ясно выраженной светлой окраски радужины. Сравнительно светлая по восточноевропейскому масштабу пигментация и некоторые другие особенности сложились в ильменской зоне под воздействием местного финского и летто-литовского населения.
Исходная область кривичей находилась на верховьях Западной Двины, Днепра и в более западных землях, в пределах прежней летто-литовской территории. В кривичах следует видеть славянскую группу ранее других продвинувшуюся на север, ассимилировавшую местные летто-литовские племена и приобретшую некоторые особенности балтийского типа — более светлую окраску и менее высокое лицо. Русские дон-сурской зоны, заселённой по преимуществу вятичами, отличаются от мордвы также более тёмной пигментацией. В основной области вятичей, на верхней Оке и по Угре, балтийские антропологические особенности выражены слабее, чем у русских северо-западной территории.

Такого рода факты убеждают, что северяне, вятичи, предки кривичей и словене не принадлежали к балтийской антропологической группе. Им был свойствен другой антропологический тип; этим типом мог быть лишь один из вариантов неопонтийской антропологической группы, сложившейся на протяжении веков в степной зоне восточноевропейской равнины.

## Археология

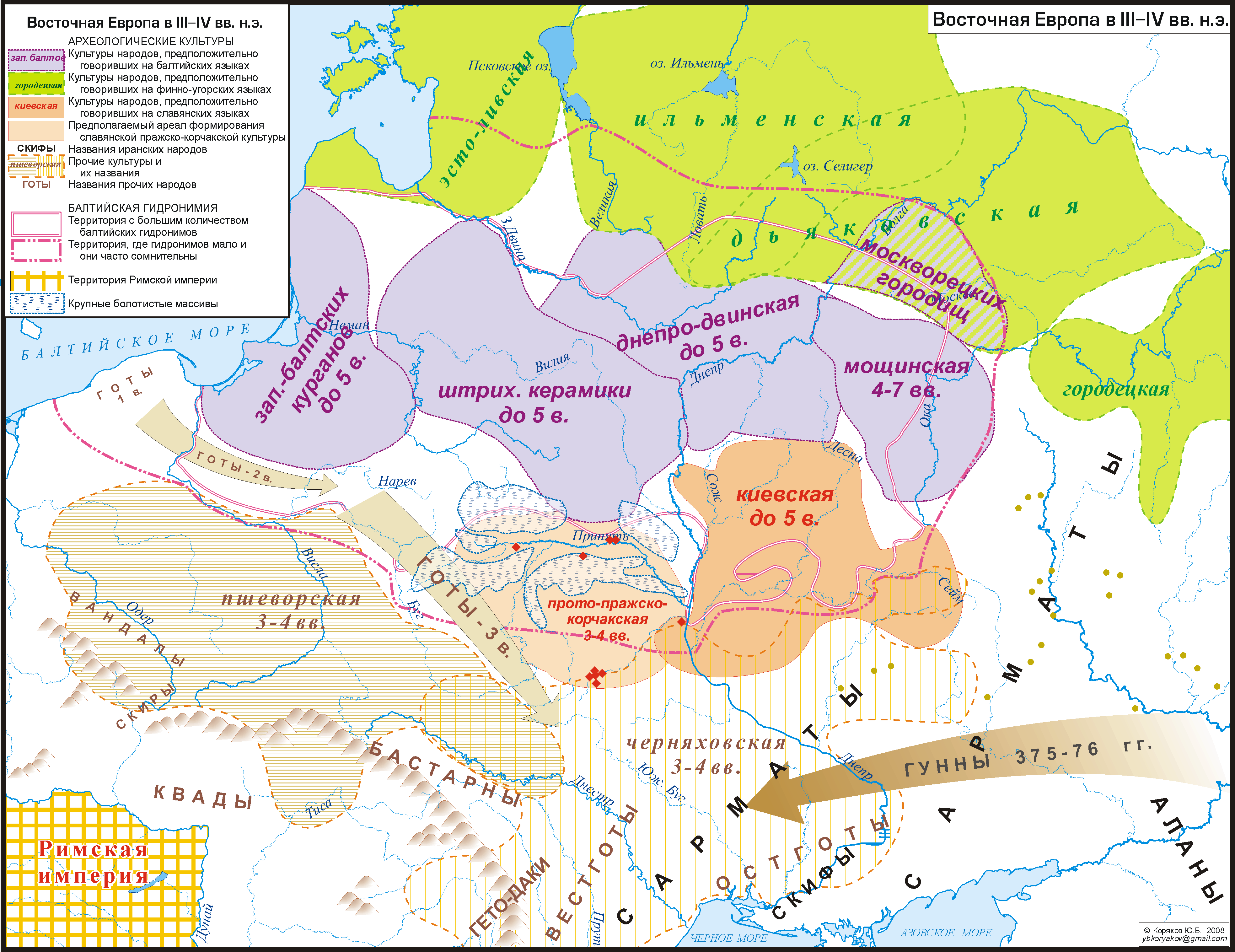
Карта балтийских и славянских археологических культур III—IV веков

Археологически словене отождествляются с так называемой «культурой сопок», распространённой в бассейне озера Ильмень и Верхнем Поволжье (памятники «удомельского» типа). У ильменских словен были распространены наземные срубные дома с характерными для славян печами-каменками в углу.
Раскопки селища на реке Прость выявили материалы третьей четверти I тысячелетия, то есть самые ранние славянские древности в истоке Волхова, хронологически более ранние, чем напластования в Старой Ладоге. Селище на реке Прость было самым крупным (10 га) неукреплённым поселением раннего Средневековья в Приильменье и, возможно, являлось центром словен Ильменского Поозерья.
В 770-е годы предположительно словене и скандинавы заняли раннее поселение в Старой Ладоге, где организовали производство стеклянных бус, использовавшихся для торговли с финскими племенами (до 840-х годов).
В начале IX веках вблизи истока Волхова возникает укреплённое Рюриково городище, позже служившее резиденцией будущих новгородских князей — предположительно предшественник Новгорода.
Также в Южном Приильменье известен город Руса, в котором выявлен культурный слой поселения не позднее конца IX века.
Сравнительно поздним центром словен был Новгород. Официальной датой основания это города в настоящее время считается 859 год, по первому упоминанию города в поздней Никоновской летописи (XVI век). В «Повести временных лет», созданной в XII веке, город впервые упоминается под 862 годом. Однако летописи могли относить существование города к этому времени ретроспективно, поскольку надёжно датированные археологические слои Новгорода относятся ко времени не ранее 930-х годов. По мнению археологов, Новгород появился примерно на рубеже IX—X веков или в начале X века у истока Волхова из Ильменя. Во второй четверти X века был построен первый мост через Волхов.

## История
По мнению В. В. Седова, заселение славянскими племенами Приильменья произошло в VI—VII веках.
Наиболее древним поселением словен в настоящее время считается городище в Старой Ладоге, в Нижнем Поволхвье, возведённое предположительно в VIII—IX веках нашей эры. В IX—X веках в Верхнем Поволхвье появилось Рюриково городище, превратившееся в торгово-ремесленный и военно-административный центр словен, недалеко от которого, в урочище Перынь, находилось языческое капище. В 2 км от Рюрикова городища был основан Новгород, первоначально заселённый словенами.
Согласно русским летописям, словене наряду с кривичами и финно-угорскими племенами чуди, мери, а также, возможно, веси, участвовали в призвании варягов во главе с Рюриком на княжение в Ладогу или Новгород и другие города в 862 году. Традиционно, начиная с русской летописи «Повести временных лет» начала XII века и до настоящего времени, призвание варягов считается началом истории Руси и отправной точкой русской государственности. Филолог А. А. Шахматов предполагал, что сказание о призвании варягов «Повести временных лет» являются поздней вставкой в текст летописи. По мнению Шахматова, сказание возникло на основе местных (новгородских или ладожских) преданий в 1070-е годов и было включено в Начальный свод 1090-х годов. По мнению ряда других учёных сказание присутствовало уже в раннем тексте летописи и имеет историческую основу.
Последнее упоминание словен в письменных источниках относится к 1036 году.